# Yvonne Welbon
Yvonne Welbon   (Chicago, 1962) és una directora de cinema independent americana.
El seu documental Living With Pride: Ruth C. Ellis @ 100 de 1999 va guanyar el premi del públic al millor documental al Festival Internacional de Cinema Gai i Lèsbic de San Francisco.

## Filmografia

### Directora
- Monique (film) (1992)
- The Cinematic Jazz of Julie Dash (1992)
- Sisters in the Life: First Love (1993)
- Missing Relations (1994)
- Remembering Wei-Yi Fang, Remembering Myself (1996)
- Split Screen (TV series, 1997)
- Living with Pride: Ruth C. Ellis @ 100 (1999)
- The Taste of Dirt (2003)
- Sisters in Cinema (2003)

### Productora
- Monique (1992)
- Mother of the River (short, associate producer, 1995)
- Remembering Wei-Yi Fang, Remembering Myself (1996)
- Compensation (associate producer, 1999)
- One Small Step (1999)
- Living with Pride: Ruth C. Ellis @ 100 (1999)
- Stranger Inside (TV Movie, associate producer, 2001)
- That's My Face (co-producer, 2001)
- Stray Dogs (2002)
- Sisters in Cinema (2003)
- The Water Front (2007)
- Scale: Measuring Might in the Media Age (2007)
- Garbage! The Revolution Starts at Home (2007)
- The New Black (2013)